# Cuillère d'apôtre

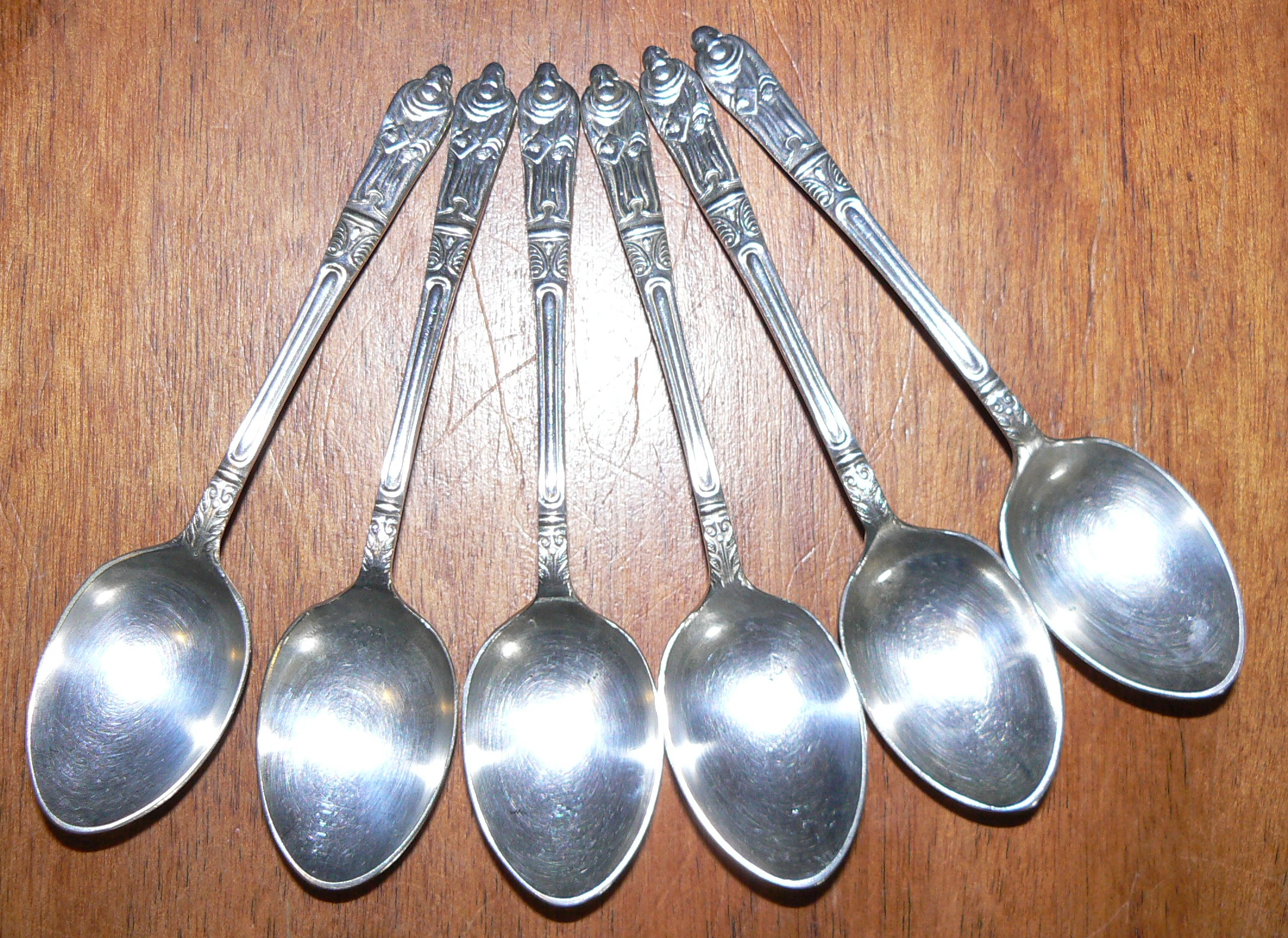
Cuillères d'apôtre

Une cuillère d'apôtre est une cuillère à cuilleron rond et dont le manche est décoré d'une figure d'un Apôtre, d'un Saint ou de Jésus-Christ. 
Les séries de douze pièces représentant les douze Apôtres ou treize pièces (douze Apôtres et Jésus-Christ) sont prisées par les collectionneurs.

## Historique
La plus ancienne cuillère retrouvée daterait de 1493. Aux XVIe et XVIIe siècles les cuillères d'apôtre étaient offertes lors des baptêmes.
William Shakespeare les évoque dans sa pièce Henry VIII, acte V, scène 2, lorsque Henry VIII propose à l'évêque Cranmer de devenir parrain d'Elizabeth, celui-ci refuse, arguant qu'il n'en a pas les moyens. Le souverain rétorque qu'il n'a qu'à vendre ses cuillères. 